# یمیش‌ورن (گوراویماق)
یمیش‌ورن (به ترکی استانبولی: Yemişveren) (به کردی: Balekan)یک منطقهٔ مسکونی در ترکیه است که در گوراویماق واقع شده‌است. یمیش‌ورن ۸۰۷ نفر جمعیت دارد.